# Зілаїр (кратер)
Зілаїр (англ. Zilair; рос. Зилаир; башк. Йылайыр) — марсіанський метеоритний кратер на півночі квадрангла Argyre. Лежить межи кратерами Бонда й Фороса. 46.91 км у поперечнику. Назву затверджено на честь радянського (тепер уже російського) села Зілаїр.